# Blake Farris
Blake Farris, né le 29 avril 1979 à Oklahoma City est un acteur américain, connu pour son rôle dans le film d'horreur de 2012 "Beast: A Monster Among Men" et dans le thriller de 2015 "Underneath.